# Club Atlético Patronato
O Club Atlético Patronato de la Juventud Católica é um clube de futebol argentino, sediado na cidade de Paraná, província de Entre Ríos. Foi fundado em 1 de fevereiro de 1914. Atualmente, disputa a Primera B nacional.

## História
O Patronato foi fundado pelo Padre Bartolomé Grella, em 1 de fevereiro de 1914, como uma estratégia de atrair pessoas para mais próximo da catequese. O primeiro campo do clube se localizava próximo a Capela de Santa Teresita, na Rua 3 de Fevereiro.
Entre os anos de 1921 e 1969, o Patronato atuava somente por torneios provinciais, como a Liga Paranaense. O clube fez sua estreia em competições oficiais durante a década de 70, quando ingressou no Torneo Regional da AFA.
Seus títulos mais relevantes foram conquistados na década de 2000, quando venceu o Torneo Argentino B, em 2007-2008, e o Torneo Argentino A, em 2009-2010. Tais competições são, respectivamente, módulos da Primera C e da Primera B Metropolitana, correspondentes a quarta e terceira divisão do futebol argentino, a equipe depois seria campeã da Copa Argentina na temporada de 2022.
Em 2015, o Patronato conseguiu o acesso à elite do Campeonato Argentino pela primeira vez em sua história, após vencer o Santamarina de Tondil pela repescagem de promoção da Primera B Nacional. O clube Rojinegro acabou sendo rebaixado na temporada 2022 após ter feito pontuações ruins nos últimos três anos.

## Símbolos
A primeira cor adotada pelo Patronato foi o azul escuro. Em 1920, as primeiras camisas com as cores vermelho e preto passaram a ser utilizadas, em homenagem ao Padre Bartolomé Grella, que era italiano de nascença e torcia para o Milan.

## Títulos

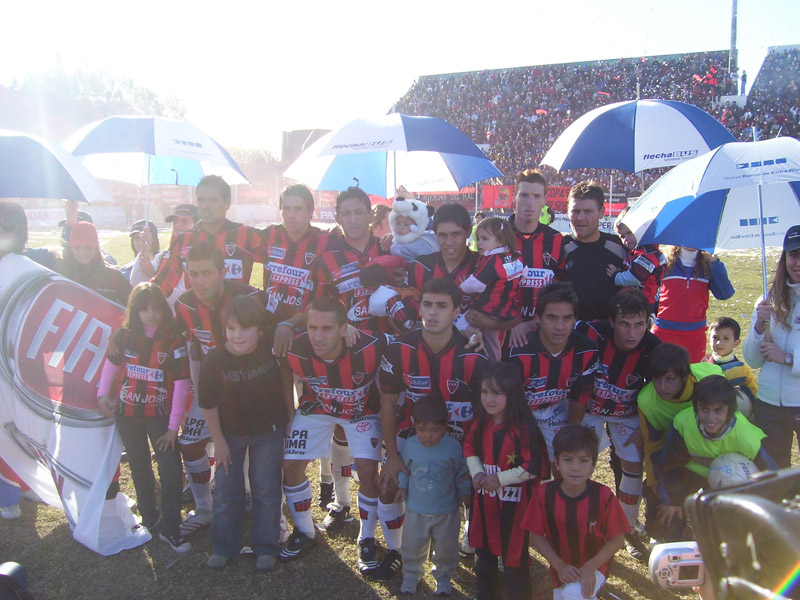
Equipe do Patronato que se sagrou campeã do Torneo Argentino B 2007-08.

| Nacionais | Nacionais                         | Nacionais | Nacionais |
|           | Competição                        | Títulos   | Temporadas |
|           | Copa da Argentina                 | 1         | 2022 |
|           | Campeonato Argentino - 3° Divisão | 1         | Torneo Argentino A 2009-10 |
|           | Campeonato Argentino - 4° Divisão | 1         | Torneo Argentino B 2007-08 |
| Regionais | Regionais                         | Regionais | Regionais |
|           | Competição                        | Títulos   | Temporadas |
|           | Liga Paranaense de Fútbol         | 30        | 1942, 1945, 1950, 1953, 1954, 1955, 1957, 1960, 1965, 1968, 1969, 1972, 1973, 1977, 1984, 1988, 1989, Ap. 1990, Cl. 1991, Ap. 1992, Cl. 1992, Cl. 1993, Ap. 1994, Cl. 1994, Ap. 1995, Ap. 1998, Cl. 2000, Ap. 2002, Ap. 2007, Cl. 2007. |
| --------- | --------------------------------- | --------- | --- |